# Wang Nam Khiao (huyện)
Wang Nam Khiao (tiếng Thái: วังน้ำเขียว) là một huyện (amphoe) ở phía nam của tỉnh Nakhon Ratchasima, đông bắc Thái Lan.

## Lịch sử
Tiểu huyện (King Amphoe) Wang Nam Khiao được lập thông qua việc chia tách 4 tambon Wang Nam Khiao, Wang Mi, Udom Sap và Raroeng của huyện Pak Thong Chai ngày 1 tháng 4 năm 1992. Đơn vị này đã được chính thức nâng cấp thành huyện ngày 5/12/1996.

## Địa lý
Các huyện giáp ranh (từ phía bắc theo chiều kim đồng hồ) là Pak Thong Chai, Khon Buri của tỉnh Nakhon Ratchasima, Na Di, Prachantakham của Prachinburi Province, Pak Chong và Sung Noen của Nakhon Ratchasima.

## Hành chính
Huyện này được chia thành 5 phó huyện (tambon). San Chao Pho là một thị trấn (thesaban tambon), nằm trên một phần của tambon Wang Nam Khiao và Thai Samakkhi.
| 1. | Wang Nam Khiao | วังน้ำเขียว |  |
| 2. | Wang Mi        | วังหมี     |  |
| 3. | Raroeng        | ระเริง    |  |
| 4. | Udom Sap       | อุดมทรัพย์  |  |
| 5. | Thai Samakkhi  | ไทยสามัคคี |  |